# 第一届全国人民代表大会常务委员会
第一届全国人民代表大会常务委员会的组成人员（委员长、副委员长、秘书长和委员）由第一届全国人民代表大会第一次会议于1954年9月27日选出。共有80名组成人员，其中委员长1名，副委员长13名，秘书长1名，委员65名。任期由1954年9月至1959年4月，期間共召開110次會議。常委會组成情况如下：

## 组成人员
- 委员长（1人）：刘少奇
- 副委员长（13人）：宋庆龄、林伯渠、李济深、张澜、罗荣桓、沈钧儒、郭沫若、黄炎培、彭真、李维汉、陈叔通、达赖喇嘛·丹增嘉措、赛福鼎
  - 1955年2月9日张澜逝世。
  - 1958年2月11日第一届全国人民代表大会第五次会议补选：程潜为副委员长。[2]
- 秘书长（1人）：彭真

- 委员（65人，按姓名笔划排列）：
王崑崙、王维舟、古大存、司徒美堂、吴玉章、吴耀宗、李书城、李雪峰、李烛尘、邢西萍、林枫、周建人、周纯全、竺可桢、邵力子、南汉宸、胡乔木、胡愈之、胡耀邦、柳亚子、施复亮、高崇民、徐向前、徐特立、班禅额尔德尼·却吉坚赞、韦国清、马明方、马叙伦、马寅初、张邦英、张治中、张云逸、张闻天、张难先、张苏、许广平、许德珩、陈劭先、陈嘉庚、陆定一、程子华、程潜、黄火青、黄克诚、黄绍竑、彭泽民、杨明轩、叶剑英、廖承志、熊克武、刘伯承、刘长胜、刘格平、刘宁一、刘澜涛、蔡廷锴、蔡畅、邓颖超、赖若愚、龙云、聂荣臻、蓝公武、罗隆基、谭平山、谭政
  - 1955年5月6日司徒美堂逝世；1956年4月2日谭平山逝世；1956年10月18日彭泽民逝世；1957年9月12日蓝公武逝世；1958年5月20日赖若愚逝世；1958年6月21日柳亚子逝世。
  - 1955年7月30日第一届全国人民代表大会第二次会议补选：陈其瑗、邓初民为委员[3]
  - 1956年6月30日第一届全国人民代表大会第三次会议补选：陈铭枢、华罗庚、周叔弢、茅以升、谢扶民为委员[4]
  - 1957年7月15日第一届全国人民代表大会第四次会议补选：陈其尤、季方为委员[5]
  - 1958年2月1日第一届全国人民代表大会第五次会议决定罢免右派分子：黄绍竑、龙云、陈铭枢的委员职务。[6]
  - 1958年2月11日第一届全国人民代表大会第五次会议补选：汪锋、陈垣、唐生智、梅龚彬为委员[2]

## 其他工作人员
- 副秘书长：
  - 1954年10月16日第一届全国人民代表大会常务委员会第一次会议通过：张苏、吴克坚、屈武、余心清、孙起孟、辛志超
  - 1956年10月13日第一届全国人民代表大会常务委员会第四十八次会议通过：刘贯一
  - 1957年10月22日第一届全国人民代表大会常务委员会第八十一次会议通过：连贯

## 历次会议

### 第七十八次会议
1957年8月1日，第一届全国人民代表大会常务委员会第七十八次会议批准《关于劳动教养问题的决定》。该决定的初衷是为了管理“游手好闲、违反法纪、不务正业的有劳动力的人”，主要针对的对象是“不够逮捕判刑而政治上又不适合继续留用，放到社会上又会增加失业的”人员。当时人们认为这主要是针对划为“右派”的人员。该决定称：
根据中华人民共和国宪法100条的规定，为了把游手好闲、违反法纪、不务正业的有劳动力的人，改造成为自食其力的新人；为了进一步维护公共秩序，有利于社会建设，对劳动教养问题，作如下决定：……
1954年通过的《中华人民共和国宪法》第100条的内容是：“中华人民共和国公民必须遵守宪法和法律，遵守劳动纪律，遵守公共秩序，尊重社会公德。”
在随后一年左右，全国立即建起一百多处劳教场所，开始形成县办劳教、社办劳教、乃至生产队也办劳教。全国劳教人员很快就被收容到近百万。1961年，即大跃进运动末期，中华人民共和国公安部承认：“扩大了收容范围和收容对象，错收了一批不够劳动教养的人。在管理上和劳改犯等同了起来。生活管理和劳动生产上搞了一些超体力劳动，造成了劳教人员非正常死亡的严重现象。”
直至1979年，中国被劳动教养的人员没有明确的期限，很多人最长劳教长达20多年。1979年11月29日中华人民共和国国务院颁布《国务院关于劳动教养的补充规定》，明确劳动教养制度可限制和剥夺公民人身自由长达1－3年，必要时可延长一年。但以后在实践中，常出现重复劳教问题。